# Nikołaj Sulima
Nikołaj Siemionowicz Sulima, ros. Николай Семёнович Сулима (ur. 13 stycznia 1777, zm. 21 października 1840 w Sankt Petersburgu) – rosyjski generał, członek Rady Kontroli Państwa, gubernator.

## Życiorys
Urodził się na terenie guberni małorosyjskiej. Był synem radcy prawnego Semena Semenowicza Sulimy i Marii Wasilewny Nowickiej. Był potomkiem hetmana Kozaków zaporoskich Iwana Sulimy, przywódcy powstania kozackiego w 1635 r.
Mikołaj Sulima ukończył Szkołę Kadetów i w 1792 roku dostał się do Lejb-Gwardyjskiego Preobrażeńskiego Pułku Piechoty. Następnie jego kariera wojskowa wiodła kolejno przez pułk – Siemionowski, Naszenburski i Izmajłowski w którym w 1799 r. został jego adiutantem. W 1804 r. zostaje przydzielony do Moskiewskiego Pułku Muszkieterów w randze pułkownika. W czasie III koalicji antyfrancuskiej służył pod gen. Dochturowem. W czasie bitwy pod Austerlitz prowadząc swoje oddziały do ataku na bagnety został wzięty do niewoli, jednak dwa tygodnie później został wymieniony za francuskiego oficera. Mikołaj Sulima w 1806 r. odszedł z armii, jednak już 5 lat później ponownie do niej wstępuje i zostaje przydzielony do Tawriczeskiego Pułku Grenadierów. W czasie VI koalicji antyfrancuskiej bierze udział w bitwach pod Budziszynem, Dreznem, Lipskiem oraz uczestniczył w zdobyciu Paryża. W 1827 roku otrzymuje nominacje na generała-lejtnanta. W czasie wojny rosyjsko-tureckiej objął dowództwo nad 5. Dywizją Piechoty. Bił się m.in. pod Silistrą oraz Adrianopolem.
Podczas powstania listopadowego walczył z polskimi korpusami na Litwie m.in. pod Mariampolem, Kiejdanami, Szadowem i Wilnem. We wrześniu 1831 r. wziął udział w szturmie na Warszawę. W 1833 r. Mikołaj Sulima zostaje gubernatorem Wschodniej Syberii, zaś następnego roku Zachodniej Syberii. W 1836 r. z powodu złego stanu zdrowia zostaje zwolniony z funkcji gubernatora i w 1837 r. został członkiem Rady Kontroli Państwa w Sankt Petersburgu.